# Barra Los Cruzados
La Barra Los Cruzados es una barra brava de Chile, seguidora del Club Deportivo Universidad Católica y especialmente de su rama de fútbol. Fue fundada bajo el actual nombre en 1992.

## Historia

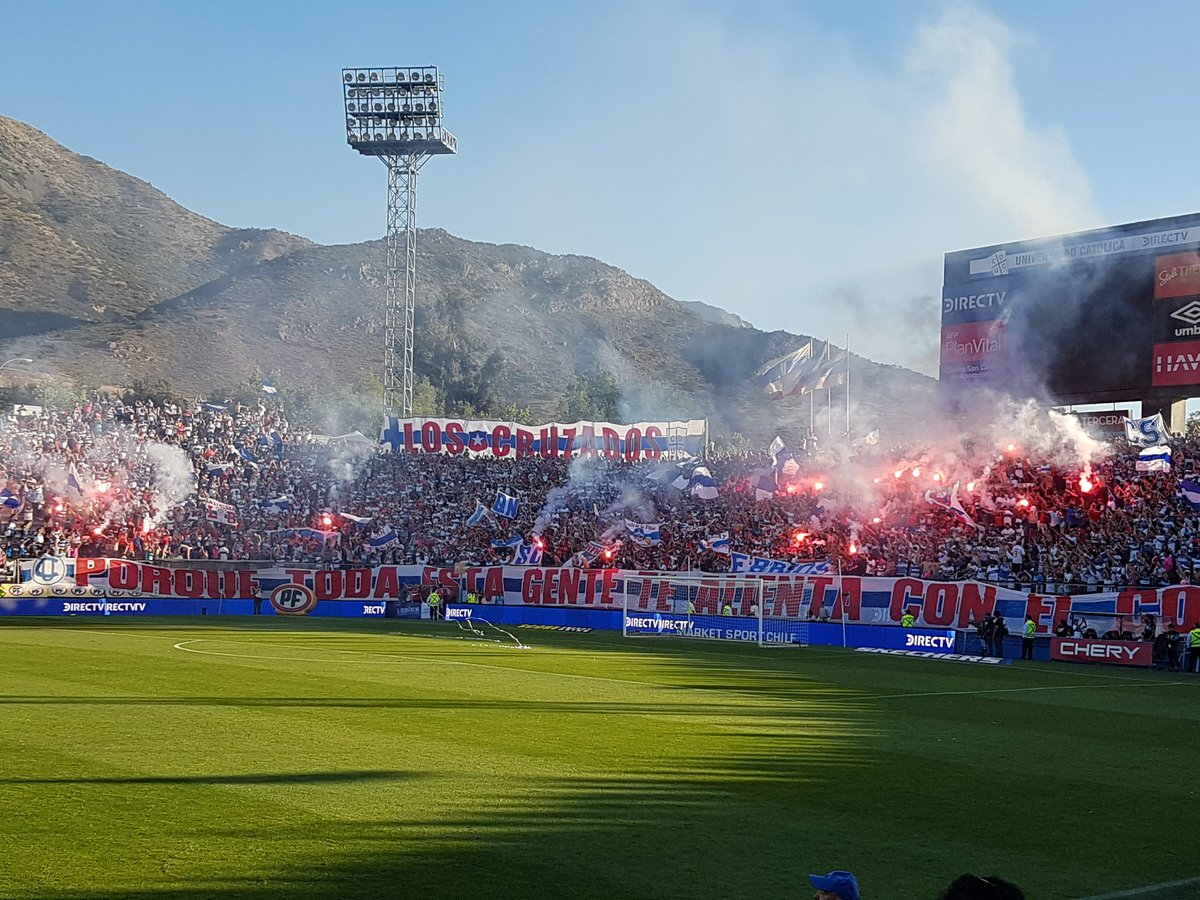
Los Cruzados en San Carlos de Apoquindo

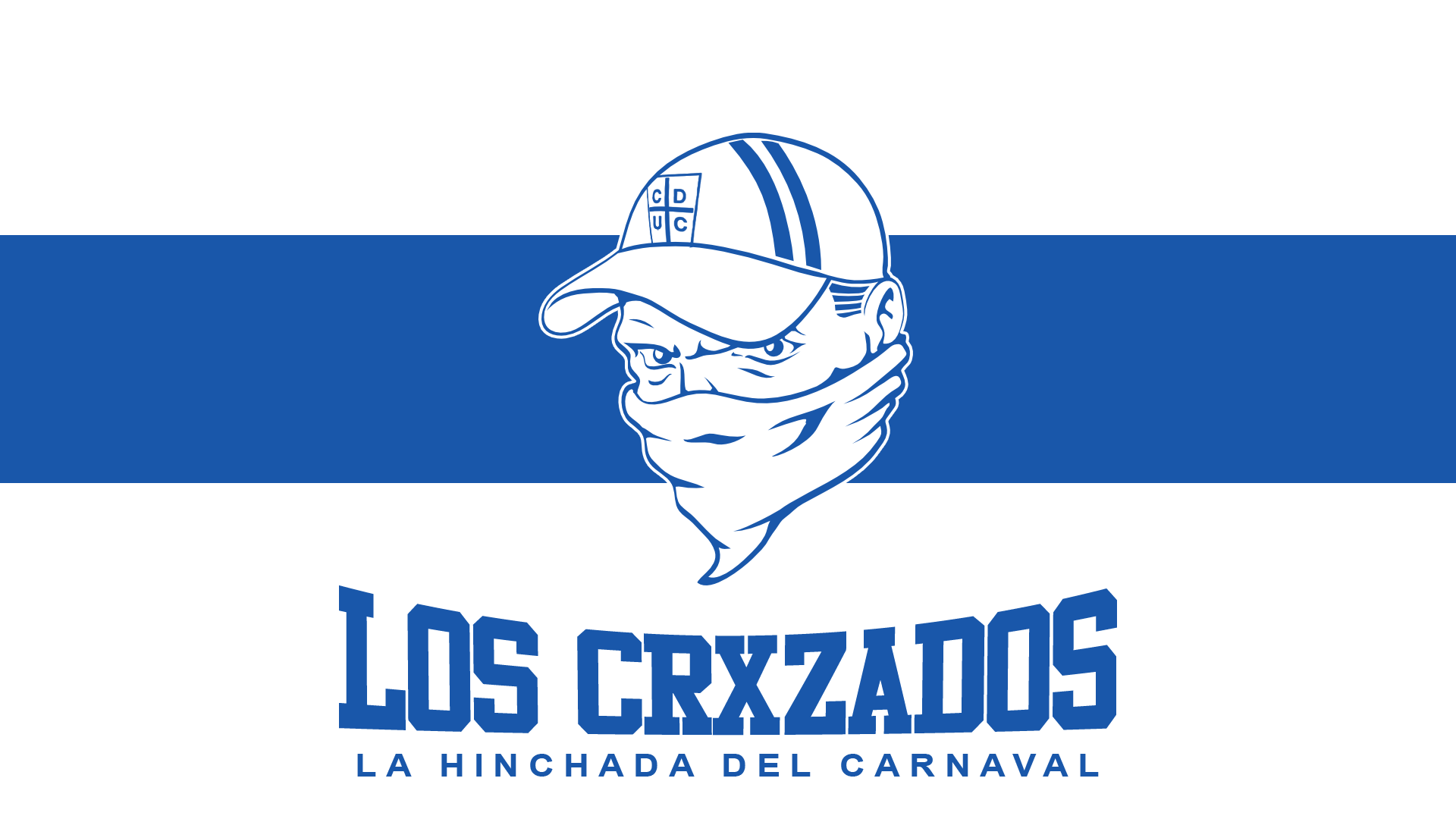
Bandera de Los Cruzados

La historia de la barra de la Universidad Católica se remonta por lo menos desde el año 1939. Para el primer clásico universitario en primera división, llevado a cabo del 12 de octubre de 1939, ya existía una barra organizada, que en sus inicios fue «comandada» por Gustavo Aguirre, quien en esa época, era estudiante de derecho, y que inventó la «máquina infernal» un «sistema de luces con letras y figuras»; fue sucedido alrededor de 1943 por Nemesio Beltrán. Esto lo reafirma Germán Becker quien ya en 1939 formaba parte de la barra, y quien posteriormente sería nombrado como el tercer director de la misma hacia el año 1945.
Muchos años antes que surgiera el concepto de Barra brava, los hinchas de Universidad Católica se organizaron y crearon espectáculos de valía tanto artística como deportiva, especialmente para el Clásico universitario. Entre sus características estaba el apoyo que brindaba al equipo aún en la adversidad. Ese aspecto quedó de manifiesto en la campaña de Universidad Católica en la Segunda División 1956.
En los orígenes de la barra actual, a inicios de los años 1990, se fusionaron 2 facciones conocidas como “Forza UC” (liderada por el Lalo) y “Los del Este”, un grupo más reducido pero violento, integrado por varios piños de diferentes comunas de Santiago (La Granja-Población Nuevo Amanecer, Cruzahuel, Covenants de Peñalolén, PuenteAltólica, MaipUC, Recoleta, Renca, Skoria Punk, Deicide, Devotos, La Florida, La Cisterna, Población La Bandera, entre otros), que en ese momento era la primera Barra Brava del Club Deportivo Universidad Católica.
Con la fusión de ambas facciones -durante un clásico universitario jugado el 26/08/90 en el Estadio Nacional-, se da origen a la actual Barra Brava “Los Cruzados”.

## Incidentes
A lo largo de su historia, Los Cruzados han realizado hechos de violencia entre sus integrantes. Como otras barras chilenas, también se han enfrentado con Carabineros, por ejemplo, en enero de 2013 en el Estadio San Carlos de Apoquindo. En esa oportunidad, sus representantes argumentaron que habían respondido a una agresión de la fuerza pública. En otra ocasión, el enfrentamiento se inició cuando Carabineros retiró lienzos de los hinchas. A fines de ese año, hubo una nueva pelea entre barristas y policías tras la final del Torneo Apertura.

## Hechos destacados
Entre sus acciones de connotación social se cuenta la despedida a uno de los ídolos más grandes del club, Sergio Livingstone. Por la barra, han desfilado hinchas emblemáticos de Universidad Católica como el futbolista Gary Medel. Antes que destacara en el profesionalismo, Nicolás Castillo fue uno de sus integrantes desde la edad de 12 años hasta su debut en la Primera División de Chile.
Antes de los clásicos contra rivales tradicionales o partidos importantes, la barra realiza banderazos en apoyo a Universidad Católica.